# Bentleyville, Ohio
Bentleyville är en ort (village) i Cuyahoga County i delstaten Ohio. Orten har fått namn efter grundaren Adamson Bentley. Vid 2010 års folkräkning hade Bentleyville 864 invånare.